# 歌川達人
歌川 達人（うたがわ たつひと、1990年10月6日- ）は、日本の映像作家。映像作品『カンボジアの染織物』（2018年）や『時と場の彫刻』（2020年）、『浦安魚市場のこと』 (2020年）などを制作している。

## 経歴
北海道出身。幼少期は父親の仕事の都合で転勤が多く、道内を転々とする。立命館大学映像学部を卒業後、フリーランスで助監督、撮影助手、ADなどを経験。学生時代は大手シネコン、卒業後は都内ミニシアターでアルバイトとして働いていた。
2015年頃より、ドキュメンタリー映画を自主制作するようになる。
2018年、カンボジアのシェムリアップで現地の人々と染織物の村を作り上げた森本喜久男とその村を追った中編「カンボジアの染織物」で初監督を務める。
その後、フェスティバル/トーキョー18「アジアシリーズ vol.5 トランス・フィールド　フィールド：プノンペン」に参加。プノンペンと東京の人々に様々な質問を浴びせる映像作品「東京2018プノンペン」を監督。他にも、プノンペン在住のアーティストへのインタビュー映像集を制作した。
2020年、リュミエール兄弟がカンボジアのダンサーを撮影していたことにインスパイアされ制作された短編「時と場の彫刻」を監督。カンボジア初のゲイダンスカンパニーを運営するPrumsodun Okのダンスを追った本作は、ロッテルダム国際映画祭2020 Perspectives Sacred Beingsにて上映された。
2022年、街の魚市場の閉場までを追った長編ドキュメンタリー映画「浦安魚市場のこと」を監督。映画制作に限定せず、魚市場内で映像や写真の展示も行い、魚市場の写真集も制作する。映画制作の過程で得た、映画からこぼれ落ちてしまうような表現を、映画以外の多面的な方法でアウトプットすることを試みている。
2021年より、映像制作以外に調査研究等の活動も始める。トヨタ財団の研究助成プログラムに採択され、「日本映画業界におけるジェンダーギャップ・労働環境の実態調査」を実施。2021年夏に有志で非営利団体Japanese Film Project（JFP）を設立し、2022年春からは非営利型の一般社団法人となり、代表理事を務めている。JFPは、日本映画業界の「インクルージョン・労働環境・若手人材不足」を検証し、課題解決するため「調査および提言」を実施している。

## 作品
| 発表年 | 作品名             | 監督・撮影 | 長さ（分） | ジャンル                       |
| ------ | ------------------ | ---------- | ---------- | ------------------------------ |
| 2018   | カンボジアの染織物 | 歌川達人   | 60         | 中編ドキュメンタリー           |
| 2018   | 東京2018プノンペン | 歌川達人   | 30         | 展示映像、短編ドキュメンタリー |
| 2020   | 時と場の彫刻       | 歌川達人   | 8          | 短編ドキュメンタリー           |
| 2022   | 浦安魚市場のこと   | 歌川達人   | 98         | 長編ドキュメンタリー           |

## 賞歴
- 2018年 - ギリシャ Beyond Borders 3rd Kastellorizo International Documentary festival2018 審査員賞受賞 - 『カンボジアの染織物』[1]
- 2020年 - The 2020 Film And Video Poetry Symposium Short Film Competition Best Choreopoem Award - 『時と場の彫刻』